# Шамун, Дори
Дори Шамун (араб. دوري شمعون‎;
8 ноября 1931, Дейр-эль-Камар) — ливанский политик, с 1990 года председатель Национал-либеральной партии. Старший сын Камиля Шамуна, президента Ливана в 1952—1958. Брат Дани Шамуна, убитого в 1990.

## Происхождение и взгляды
Родился в семье Камиля Шамуна, президента Ливана в 1952—1958, основателя Национал-либеральной партии (НЛП). Принадлежал к влиятельному маронитскому клану. Получил инженерное образование.
Дори Шамун состоял в Национал-либеральной партии (НЛП), основанной его отцом. Придерживался правых националистических и антикоммунистических взглядов. Был сторонником правохристианского Ливанского фронта, категорическим противником ООП и палестинского присутствия в Ливане.

## Эпизод в гражданской войне
Летом 1980 года в течение нескольких недель Дори Шамун являлся командиром партийных вооружённых формирований НЛП — Милиции Тигров. Однако эта функция была лишь номинальной. 7 июля 1980 боевики-фалангисты партии Катаиб устроили резню в Сафре — массовое убийство боевиков и активистов НЛП. Командующий Дани Шамун-младший вынужден был бежать и скрыться. Уже в августе Камиль Шамун под давлением фалангистов распустил «Милицию Тигров».
Длительное время Дори Шамун не проявлял интереса к политике. В отличие от отца и младшего брата он не был замечен в активной роли во время гражданской войны.

## Убийство брата. Председательство в партии
21 октября 1990 года председатель НЛП Дани Шамун был убит вместе с семьёй. (Камиль Шамун-старший скончался тремя годами ранее.) Дори Шамун, как продолжатель семейной традиции, принял на себя председательство в НЛП. С того времени он является председателем НЛП и главой клана Шамун.
Первой острой политической проблемой стало расследование убийства Дани Шамуна. Обвинение было предъявлено фалангисту Самиру Джааджаа, командиру Ливанских сил. В 1995 суд приговорил Джааджаа к смертной казни с заменой на пожизненное заключение. Дори Шамун не признал этот вердикт, заявил о своей уверенности в невиновности Джааджаа и возложил ответственность за убийство брата на сирийские спецслужбы. Защита Самира Джааджаа привела к конфликту Дори Шамуна с племянницей Трейси Шамун (дочь Дани Шамуна от брака с Пэтти Морган).
В 2005 году Самир Джааджаа был освобождён, обвинение в убийстве Дани Шамуна с него снято.
Под руководством Дори Шамуна НЛП решительно выступала против сирийской оккупации Ливана. Дори Шамун много ездил по разным странам, выступал перед представителям ливанских диаспор, призывал поддержать борьбу за суверенитет. Подчёркивал, что «сирийская полицейская автократия разрушает Ливан во всех отношениях — моральном, правовом, политическом и экономическом».
Парламентские выборы 1992, 1996 и 2000 НЛП бойкотировала как проводимые под оккупацией. Эта позиция не распространялась на местные выборы — в 1998—2009 Дори Шамун возглавлял муниципальный совет и администрацию Дейр-эль-Камара — родового селения Шамунов в Шуфе.

## Политический курс
В 2005 году НЛП активно участвовала в Кедровой революции. Дори Шамун присоединился к Коалиции 14 марта антисирийских сил. В 2009 году Дори Шамун был избран в парламент Ливана. На выборах его поддержала ПСП Валида Джумблата — при том, что во времена Камиля Шамуна и Камаля Джумблата НЛП и ПСП воевали между собой. Это вызвало серьёзное недовольство в традиционном электорате НЛП.
Были нормализованы отношения с фалангистской Катаиб, напряжённо-враждебные во времена Дани Шамуна и Башира Жмайеля. Фалангисты и национал-либералы проводят совместные антисирийские акции. Амин Жмайель принёс извинения за резню в Сафре 1980 года. Ближайшим союзником НЛП и Дори Шамуна являлись «Ливанские силы» Самира Джааджаа. Некоторые наблюдатели находили странным этот альянс — с учётом предыстории отношений — и усматривали в нём попытку «старой аристократии» НЛП хотя бы частично восстановить прежнюю силу и влияние.
В качестве главных противников НЛП при Дори Шамуне рассматривает Сирию и исламистскую Хезболла. Находится в резкой оппозиции Мишелю Ауну и его Свободному патриотическому движению (СПД). Дори Шамун характеризовал Ауна как просирийского политика и фактического союзника Хезболла.
В 2011 году партия выступала против правительства Наджиба Микати.
Ежегодно в октябре НЛП проводит траурные мероприятия памяти Дани Шамуна. В 2015 году эта церемония была использована Дори Шамуном для резкой критики кандидата в президенты Мишеля Ауна и СПД. На следующий год Мишель Аун был избран президентом Ливана, причём при поддержке Самира Джааджаа.
При формировании правительства Саада Харири в конце декабря 2016 года Национал-либеральная партия не получила постов в правительстве, покинула «Коалицию 14 марта» и перешла в оппозицию. Фактически распался прежний союз с «Ливанскими силами». Самир Джааджаа вынужден был сделать специальное заявление в том плане, что его партия и СПД не намереваются подрывать традиционное влияние семейства Шамун в Дейр-эль-Камаре.
По сравнению с временами Камиля Шамуна и Дани Шамуна влияние НЛП снизилось очень значительно. Однако Дори Шамун подчёркивает позитивную роль НЛП как «партии, включающей представителей различных конфессий». Выступает за обеспечение суверенитета Ливана — прежде всего независимость от Сирии, во вторую очередь — от израильского вмешательства. Рассматривает партийную деятельность как выполнение заветов Камиля Шамуна.